# Daniel Werner (Komponist)
Daniel Werner (* 28. Mai 1983 in Düsseldorf) ist ein deutscher Filmmusikkomponist.
Im Jahr 2004 gewann Werner den ersten multikulturellen Kinderliederwettbewerb von WDR 5 und UNICEF mit seinem Titel Freunde können alles schaffen. Für die Musik zum Film Zelle (2007) von Bijan Benjamin wurde Daniel Werner für den Förderpreis deutscher Film bei den Hofer Filmtagen nominiert. 2008 und 2010 produzierte er mehrere Stücke für die Fernsehserie Lindenstraße. Mit Play Time (2007), Marion (2008), Hermann (2010) und In der Welt habt ihr Angst (2010) kam es zu weiteren Filmmusiken für Produktionen der gff KG von Hans W. Geissendörfer.

## Filmografie (Auswahl)
- 2007: Zelle
- 2007: Play Time (Kurzfilm)
- 2008: Marion
- 2008: Murat B. – Verloren in Deutschland
- 2009: The Basement
- 2010: In der Welt habt ihr Angst
- 2010: Hermann (Kurzfilm)